# Saison 1 d'American Horror Stories
Chronologie
- Saison 2
La première saison d’American Horror Stories, série télévisée américaine, est constituée de sept épisodes, diffusée du 15 juillet 2021 au 19 août 2021 sur la plateforme Hulu.

## Liste des épisodes

### Épisode 1:La femme en latex, partie une
- États-Unis : 15 juillet 2021 sur FX on Hulu
- Mondial : 8 septembre 2021 sur Disney+ Star

- Matthew Bomer (VF : Jérémy Bardeau) : Michael Winslow
- Gavin Creel (VF : Thibaut Lacour) : Troy Winslow
- Sierra McCormick (VF : Léopoldine Serre) : Scarlett Winslow / la Femme en Latex
- Paris Jackson (VF : Charlotte d'Ardalhon) : Maya
- Belissa Escobedo (VF : Maud Vincent) : Shanti
- Merrin Dungey (VF : Virginie Emane) : Dr. Andi Grant
- Selena Sloan (VF : Joy Feldman) : Erin
- Ashley Martin Carter (VF : Lila Lacombe) : Rowena
- Valerie Loo (VF : Laura Ollandini) : Nicole

Michael, Troy et leur fille Scarlett déménagent dans une maison réputée comme étant hantée. Alors que les deux hommes lui annoncent qu'ils comptent rénover la maison pour en faire une attraction touristique, la jeune fille préfère s'installer dans sa chambre et déballer ses cartons. En fouillant dans un placard, elle trouve une combinaison en latex, qu'elle s'empresse d'enfiler, avant d'aller la jeter à la poubelle après avoir aperçu le reflet d'un homme portant la tenue au lieu de son propre reflet.
Le jour de son arrivée au lycée, elle se fait remarquer par un groupe de quatre filles, composé de Maya, Erin, Rowena et Nicole. Plus tard dans la journée, elle est abordée par Maya, qui semble flirter avec elle, mais son amie Shanti la prévient en lui disant que Maya fait semblant. L'après midi-même, Scarlett se masturbe en s'imaginant coucher avec elle, puis l'étrangler. Le soir, alors qu'elle dort, elle aperçoit l'homme en latex au dessus de son lit, puis se réveille en sursaut. Elle reçoit finalement un message de Maya qui lui propose de venir à une soirée, le week-end, avec ses amies, chez elle.
Le lendemain, Michael et Troy décident de parler avec Scarlett, cette dernière effectuant des recherches pornographiques à caractère violent. Embarrassée, elle accepte de consulter un psychiatre à la demande de ses pères. En cours, Maya continue de s'intéresser à Scarlett, notamment en lui envoyant des messages suggestifs. Le soir, alors que Scarlett tente de faire des recherches sur internet, elle trouve la tenue en latex dans son placard, et l'enfile afin d'effrayer Michael et Troy, mais elle blesse Troy au bras avec un couteau sans faire exprès.
La famille consulte alors le Dr. Andi Grant, et Michael et Troy expliquent que Scarlett a été enlevée étant enfant, ce qui pourrait expliquer ses recherches sur internet. Au moment de partir, la psychiatre est entraînée à la cave par les fantômes de la maison, et elle se fait tuer par l'homme en latex. Le soir, Michael trouve la combinaison à l'entrée de la cave, baignant dans du sang, mais il ne se pose pas de questions et jette la combinaison au feu. Scarlett en profite pour fuguer et se rendre chez Maya après que les deux hommes aient pris des somnifères. 
Une fois sur place, les jeunes filles discutent entre elles, et Maya entraine Scarlett dans sa chambre. Elles commencent à s'embrasser et Scarlett lui dévoile qu'elle aime la pornographie violente, mais elle reçoit un message de Shanti qui lui dit qu'elle est filmée en direct. Morte de honte, elle décide de fuir.

### Épisode 2:La femme en latex, partie deux
- États-Unis : 15 juillet 2021 sur FX on Hulu
- Mondial : 15 septembre 2021 sur Disney+ Star

- Matthew Bomer (VF : Jérémy Bardeau) : Michael Winslow
- Gavin Creel (VF : Thibaut Lacour) : Troy Winslow
- Sierra McCormick (VF : Léopoldine Serre) : Scarlett Winslow / la Femme en Latex
- Kaia Gerber (VF : Ninon Moreau) : Ruby McDaniel
- Paris Jackson (VF : Charlotte d'Ardalhon) : Maya
- Belissa Escobedo (VF : Maud Vincent) : Shanti
- Merrin Dungey (VF : Virginie Emane) : Dr. Andi Grant
- Aaron Tveit (VF : Damien Ferrette) : Adam
- Selena Sloan (VF : Joy Feldman) : Erin
- Ashley Martin Carter (VF : Lila Lacombe) : Rowena
- Valerie Loo (VF : Laura Ollandini) : Nicole
- Celia Finkelstein (VF : Christine Lemler) : l'infirmière Gladys

Une femme avec un couteau à cran d'arrêt poursuit Gladys dans les escaliers menant au sous-sol, où se trouve Scarlett. Ensemble, elles poignardent à mort l'infirmière. Ravies, les deux femmes se détendent ensemble dans la baignoire. La nouvelle femme, nommée Ruby, décrit ses interactions avec son oncle sadique Tony quand elle était jeune. Plus tard, elle a décidé de retourner à Los Angeles et s'est suicidée dans la maison, pensant que cela ferait la une des journaux. Au lieu de cela, l'agent immobilier s'occupant de la maison l'a enterrée dans l'arrière-cour. Elle motive Scarlett à se suicider pour qu'elles puissent être ensemble pour toujours, mais elle refuse.
À l'approche d'Halloween, des enquêteurs à la recherche des filles disparues expliquent qu'ils sont au courant que Scarlett a appelé Maya après la diffusion en direct et que l'emplacement du téléphone correspond à la Murder House. Cette nuit-là, dans sa chambre, Scarlett reçoit la visite de sa thérapeute, qui souhaite à nouveau programmer une séance. Les fantômes des quatre filles disparues empalent le fantôme et menacent Scarlett, mais Ruby prend sa défense.
Plus tard, Troy décide d'embaucher Adam, un entrepreneur, afin de rénover la maison. Alors qu'ils commencent à flirter, Michael les interrompt et font mine de plaisanter, bien que ce dernier est persuadé que Troy le trompe, ce qui est le cas. L'associé d'Adam, Martin, les interrompt pour attirer leur attention sur le conduit de cheminée que Scarlett a fabriqué plus tôt. Ils démolissent le mur et y trouvent les cadavres des quatre filles disparues. Adam tue rapidement Martin pour garder la découverte secrète, ce dernier ayant lui aussi des problèmes juridiques secrets. Il suggère d'ajouter le cadavre de Martin. Michael préfère finalement virer Adam, mais ils sont confrontés à l'Homme en Latex qui poignarde mortellement Adam avant qu'il ne puisse franchir le seuil. Ils essaient alors de fuir et découvrent qu'ils ne peuvent pas quitter la maison. En effet, ils sont déjà tous les deux des fantômes et ont été tués par Ruby.
Scarlett arrive à la maison et appelle ses pères. Elle trouve le vide sanitaire avec de nouveaux cadavres ainsi et les corps de ses pères dans leur chambre. Lors d'une séance surprise avec le Dr Grant, ces derniers sont surpris de ne pas se souvenir d'avoir été assassinés. Scarlett explique aux fantômes que sa petite amie les a tués pour la motiver à se suicider. Sur ces mots, elle enfile le costume de l'Homme en Latex et, en raison des règles spéciales d'Halloween pour les fantômes, peut sortir dans la rue avec Ruby, tandis que les quatre adolescentes mettent en place un plan pour tuer Scarlett.
Les deux jeunes filles parcourent les rues et rencontrent Shanti, cette dernière étant contrariée que Scarlett lui prête peu d'attention maintenant que Ruby est entrée dans sa vie, puis elle s'enfuit. Scarlett la suit et essaie de la calmer, mais Shanti pense que Scarlett est une psychopathe. Après avoir tenté de la raisonner, Scarlett décide de partir et le quatuor de Maya en profite pour tenter une attaque contre Shanti. Avant qu'elles ne puissent la blesser, Ruby arrive pour protéger Shanti et ordonne aux filles de ne plus s'approcher d'elle. 
Scarlett erre dans une attraction de maison hantée et trouve Ruby en train de commettre un carnage. Le quatuor suit Scarlett, car elles ont réalisé qu'elle était vulnérable et qu'elle mourra sans devenir un fantôme. Ruby lui ordonne de s'enfuir et, alors que les filles sont à sa poursuite, l'une des quatre est reconnue par son frère. Scarlett se cache jusqu'à ce que Ruby la trouve, et ensemble, elles rentrent à la maison. Le quatuor arrive et barre l'entrée à Scarlett, mais elles décident finalement de l'épargner pour qu'elle puisse vivre sa vie ailleurs.. Alors qu'ils entrent dans la maison, Nicole dit à William que la police devrait retrouver les corps, tandis que Ruby dira que c'est elle qui les a tuées.

### Épisode 3:LeDrive-in
- États-Unis : 22 juillet 2021 sur FX on Hulu
- Mondial : 22 septembre 2021  sur Disney+ Star

- Rhenzy Feliz (VF : Simon Koukissa) : Chad
- Madison Bailey (VF : Aurélie Konaté) : Kelley
- Ben J. Pierce (VF : Jonathan Gimbord) : Dee
- Naomi Grossman (VF : Cécile Marmorat) : Rabid Ruth
- Leonardo Cecchi : Milo
- Kyle Red Silverstein (VF : Arnaud Laurent) : Quinn
- Amy Grabow (VF : Sabeline Amaury) : Tipper Gore
- Adrienne Barbeau : Verna
- John Carroll Lynch (VF : Jean-François Aupied) : Larry Bitterman

Chad et Kelley, deux adolescents en couple, se disputent un soir par rapport à leur relation. Le lendemain, Chad retrouve ses amis Milo et Quinn et ces derniers lui disent qu'il aura une chance de coucher avec Kelley uniquement sous l'influence de la peur. Ils lui annoncent par la même occasion qu'ils ont réservé des places pour un film d'horreur interdit projeté en plein air, dont la légende raconte que le film en question, Rabbit Rabbit, rendrait les spectateurs fous. Peu convaincu, Chad se renseigne sur le film et trouve une interview du réalisateur Larry Bitterman, qui s'est montré violent lors de son jugement.
Le lendemain, au lycée, Kelley discute avec son ami Dee, qui lui donne également des conseils. Elle est rejointe par Chad et finalement, les deux adolescents se réconcilient après que ce dernier l'ait invitée à la projection du film. 
Après être arrivés sur les lieux, une manifestante supplie les spectateurs de ne pas regarder le film et de partir, ce qui ne perturbe pas les adolescents. Ils rejoignent Dee, Milo et Quinn, puis tous s'installent dans leurs voitures. Dee et Milo, seuls dans une voiture, commencent à avoir un rapport sexuel tout en regardant le film, tout comme Chad et Kelley qui s'embrassent, alors que Quinn regarde le film seul.
Alors que le film vient de commencer, la manifestante tente de couper le courant, mais elle est tuée par la projectionniste, qui regardait aussi le film. De son côté, Dee tue Milo, tandis que Chad et Kelley sont également attaqués par d'autre spectateurs, et cette dernière tue accidentellement Dee en fonçant dans un mur avec sa voiture. Ils se réfugient finalement dans la salle de projection, où ils tuent la projectionniste après que cette dernière ait tenté de les dévorer, et passent la nuit dans la pièce.
Le lendemain matin, ils se promettent de retrouver le réalisateur pour détruire toutes les copies du film. En redescendant sur la parking, ils sont attaqués par Quinn, ce qui oblige Chad à le tuer. Ils retrouvent finalement Larry dans son van au milieu du désert, où il leur explique que son film est un chef-d’œuvre, notamment grâce à l'effet qu'il a sur les spectateurs. Kelley, armée d'un fusil, le blesse, et il indique à Chad où se trouvent les copies, puis il les brûle, malgré l'insistance de Larry qui dit que c'est l’œuvre de sa vie. Les deux adolescents sortent finalement du van avant qu'il n'explose.

### Épisode 4:La Liste des Vilains
- États-Unis : 29 juillet 2021 sur FX on Hulu
- Mondial : 29 septembre 2021  sur Disney+ Star

- Kevin McHale (VF : Taric Mehani) : Barry
- Nico Greetham (VF : Alexandre Nguyen) : Zinn
- Dyllón Burnside (VF : Boris Agondanou) : James
- Charles Melton (VF : Maxime Hoareau) : Wyatt
- Taneka Johnson (VF : Marianne Leroux) : Lieutenant Dina Gibbs
- Danny Trejo (VF : Enrique Carballido) : le Père Noël

Zinn, Wyatt, James et Barry, quatre influenceurs au succès grandissant, vivent tous ensemble dans une villa et partagent leur quotidien en réalisant des vidéos hors du commun. Quelques jours avant Noël, pour franchir le cap des 5 millions d'abonnés, les quatre amis décident de se rendre à un pont réputé pour être le site de nombreux suicides. Après plusieurs heures d'attentes, un homme s'apprête à sauter, et malgré le désaccord de Barry, ils filment tout de même la scène et se moquent même de ce qui vient de se passer.
Le soir, ils organisent une énorme fête où ils présentent leur vidéo. Alors qu'ils sont tout excités et fiers, les invités sont rapidement choqués et quittent les lieux, tandis que leur nombre d'abonnés chute brutalement.
Le lendemain, pour tenter de se rattraper, ils décident de présenter un nouveau concept, où ils se font passer pour des homosexuels en rappelant qu'ils sont bien hétéros, mais la tentative échoue et leur communauté s'en prend à nouveau à eux. Ils décident alors de refaire le même genre de vidéos qu'à leurs débuts, et pour cela, ils se rendent dans un centre commercial. Sur place, ils dénigrent les employés d'un stand de photos de Noël, et, par la même occasion, annoncent aux enfants présents que le Père Noël n'existe pas, mais ils s'enfuient après que la sécurité a été appelée.
La veille de Noël, les garçons publient la vidéo et s'attirent une nouvelle fois les foudres de leurs abonnés, déclenchant une dispute entre Wyatt et Barry, mais ils sont calmés par Zinn et James. Wyatt décide alors d'aller se cherche à boire au garage, mais il aperçoit une caméra au fond du frigo, avant de se faire tuer par le Père Noël du centre commercial. 
Au même moment, Zinn reçoit un appel d'une policière, lui indiquant que l'employé déguisé en Père Noël était en fait un tueur qu'ils recherchaient. Les garçons s'aperçoivent également qu'une nouvelle vidéo a été publiée sur leur chaîne, mais par une autre personne, la vidéo en question étant l'assassinat de Wyatt que tout le monde croît être une mise en scène, ce qui plaît aux abonnés. 
Zinn part alors à la recherche de Wyatt, mais une fois dans le jardin, il se fait assommer par le Père Noël puis jeter dans la piscine, attaché avec une guirlande lumineuse, l'électrocutant. Barry et James, après avoir vu les vidéos de la mort de leurs amis, prennent peur et tentent de s'échapper de la maison, mais le tueur assassine James à l'arbalète et blesse Barry, qui retourne se réfugier à l'intérieur. Alors que leur chaîne atteint les 5 millions d'abonnés, le Père Noël verse de l'essence dans la cheminée et met le feu à la maison et à Barry. 

### Épisode 5:BA'AL
- États-Unis : 5 août 2021 sur FX on Hulu
- Mondial : 6 octobre 2021  sur Disney+ Star

- Billie Lourd (VF : Laura Blanc) : Liv Whitley
- Ronen Rubinstein (VF : Alexis Victor) : Matt Webb
- Virginia Gardner (VF : Karine Foviau) : Bernadette
- Vanessa A. Williams (VF : Laurence Charpentier) : Dr. Eleanor Berger
- Michael B. Silver : Dr. Mounds
- Kimberley Drummond (VF : Corinne Wellong) : Emma
- Chad James Buchanan (VF : Eilias Changuel) : Rory
- Jake Choi (VF : Jérémy Prévost) : Stan
- Micha Gonz-Cirkl : Norma
- Dane DiLiegro : Ba'al

Liv et Matt, un jeune couple, enchainent les échecs à chaque tentative d'avoir un enfant, leur docteur leur conseillant de trouver une autre solution. Alors qu'elle travaille, la secrétaire de Liv, Bernadette, lui présente un ancien totem de fertilité qui appartient à sa famille depuis des générations, et lui conseille de le placer sous le lit. Une nuit d'orage, elle s'exécute et couche avec son mari. 16 mois plus tard, Liv a accouché d'un garçon, Aaron, qui a un comportement difficile. Frustrée de ne rien pouvoir faire pour apaiser son fils, elle a également l'impression que le bébé ne la reconnait pas comme sa mère. 
Alors qu'elle erre dans la maison, Liv remarque que le baby-phone est en panne, et récupère également le totem sous le lit, ce dernier ayant changé d'apparence. Au même moment, Matt arrive, lui disant que Norma, la femme de ménage, l'a appelé pour la surveiller. Liv lui fait part de ses inquiétudes mais ce dernier insiste sur le fait que ce qu'elle ressent est tout à fait normal, mais il lui suggère de consulter un professionnel, la rendant sceptique. Cette nuit-là, Liv se réveille au son du baby-phone. Elle aperçoit alors une silhouette cornue et ailée debout, au-dessus de son enfant. Paniquée, elle court, moniteur à la main, dans la chambre du bébé et ne trouve rien. Au même moment, le moniteur montre la silhouette debout à côté d'elle.
Le lendemain, Liv raconte son expérience au Dr Berger. Elle craint que son fils la déteste, mais le docteur pense plutôt que le bébé détecte le stress de sa mère. Elle suggère alors d'embaucher une infirmière de nuit pendant quelques semaines. Liv refuse, mais accepte de poursuivre d'autres stratégies. De retour chez elle, et après avoir couché Aaron, elle entre dans sa chambre et trouve la statue totem, maintenant plus détaillée et ressemblant à la figure ailée et cornue du moniteur. Liv confronte Norma avec colère, exigeant de savoir pourquoi elle a mis le totem dans le berceau avec Aaron. Norma jure qu'elle ne l'a pas fait, et prend plutôt peur à la vue de la statue.
Liv décide alors de cacher la statue encore plus profondément dans la maison et entend un grondement sourd provenant du sous-sol. En bas, elle découvre des marques de griffes sur le mur et les conduits de climatisation. Matt pense plutôt qu'un raton laveur est à l'origine de tout ça, et questionne également Liv sur le totem. Elle prétend l'avoir trouvé dans un magasin et que c'est un porte-bonheur. 
Une nuit, Liv  fait des recherches sur les dieux sumériens de la fertilité et trouve des images de Ba'al. Réalisant que Ba'al est d'origine démoniaque, elle panique lorsqu'elle voit le démon grandeur nature sur le moniteur. Elle trouve la pièce vide à l'exception d'Aaron, mais entend une voix chuchotante. Elle enregistre le son et le fait écouter à Matt, insistant qu'elle entend les mots "Je le veux".
Matt convoque le Dr Berger pour une visite à domicile, et le médecin écoute également l'enregistrement. Berger insiste sur le fait que Liv est victime d'hallucinations à cause du stress et de la privation de sommeil. Elle prescrit un antidépresseur à Liv, qu'elle commence à prendre à contrecœur.
Un soir, alors qu'ils dinent avec des amis de l'université, l'un des invités propose de jouer avec une planche à Ouija. Au fur et à mesure qu'ils jouent, les mots "Il est à moi" commencent a apparaître. Paniquée, Liv jette la planche dans le feu. Plus tard, elle se rend dans la chambre d'Aaron pour le bercer, et elle aperçoit Ba'al devant la fenêtre, sous la pluie.
Dans le parking de la clinique, Liv demande des explications à Bernadette. Cette dernière lui affirme qu'elle est une wiccane et insiste sur le fait que Ba'al est censé être bienveillant. Elle donne à Liv un livre avec un rituel de bannissement pour l'aider qu'elle s'empresse d'exécuter le soir même. Lors du rituel, elle poignarde accidentellement Matt, l'ayant confondu avec le démon.
Deux semaines plus tard, Matt rend visite à Liv dans un établissement de santé mentale. Il lui pardonne et dit qu'Aaron va bien. À sa sortie, il se rend sur le parking, où Bernadette l'attend dans une voiture. Matt et Bernadette ont en fait conspiré contre Liv, cette dernière n'étant pas vraiment une Wiccan. Les autres amis de l'université étaient également de la partie : Stan a ajouté des effets spéciaux au moniteur pour bébé, a fabriqué les dégâts au sous-sol et a trafiqué la sortie audio du moniteur. Emma a sculpté les figurines et son mari portait le costume de Ba'al. Matt a lui-même a remplacé les antidépresseurs par un cocktail psychoactif et a intentionnellement réduit son nombre de spermatozoïdes pour réduire sa fertilité. 
Alors qu'ils dinent tous ensemble, Matt quitte ses amis pour changer la couche d'Aaron, mais les lumières commencent à clignoter alors que le brouillard s'installe. Ba'al apparaît alors et les exécute tous, à l'exception de Matt, qui se retrouve en prison. Liv vient lui rendre visite et lui annonce que tout est terminé entre eux.

### Épisode 6:Sauvageons
- États-Unis : 12 août 2021 sur FX on Hulu
- Mondial : 13 octobre 2021 sur Disney+ Star

- Cody Fern (VF : Maxime Baudouin) : Stan Vogel
- Aaron Tveit (VF : Damien Ferrette) : Jay Gantz
- Tiffany Dupont (VF : Kahina Tagherset) : Addy Gantz
- Blake Shields (VF : Guillaume Orsat) : Bob Birch
- Colin Tandberg (VF : Nadine Girard) : Jacob Gantz

Jay, Addy et leur fils Jacob partent pour camper en forêt. Sur place, la famille commence tranquillement les vacances, mais un jour, alors que Jay et Jacob partent à la pêche, le petit garçon disparaît soudainement.
Dix ans plus tard, Jay, qui vit désormais seul, reçoit la visite de Bob, un chasseur, qui lui présente des preuves comme quoi son fils est toujours en vie et lui explique qu'il a été enlevé par un cartel de drogue présent dans la forêt. Plus tard, Jay retrouve Addy et la convainc de partir avec lui à la recherche de Jacob, bien qu'étant sceptique. 
Dans la forêt, après plusieurs heures de marche, les trois individus arrivent à un poste forestier gardé par Stan, qui leur conseille plutôt de faire demi-tour et de ne pas écouter Bob. Mais malgré son avertissement, Jay et Addy poursuivent leur chemin.
Tous les trois arrivent finalement sur un terrain occupé par un cartel, mais ils constatent que tout le monde a été tué. Bob révèle alors qu'il leur a menti sur toute la ligne et qu'il souhaitait seulement les livrer au cartel contre de l'argent. Mais au même moment, l'un des cadavres se réveille et le dévore, blessant Jay au passage. 
Jay et Addy retournent finalement au poste, où ils retrouvent Stan, qui leur expose un dossier confidentiel : les parcs nationaux ont en fait été créés pour contenir des populations de cannibales aux origines floues, et que pour protéger les visiteurs, le gouvernement organise régulièrement des chasses à l'homme. 

### Épisode 7:Game Over
- États-Unis : 19 août 2021 sur FX on Hulu
- Mondial : 20 octobre 2021  sur Disney+ Star

- Dylan McDermott (VF : Xavier Fagnon) : Dr. Ben Harmon
- Sierra McCormick (VF : Léopoldine Serre) : Scarlett Winslow / la Femme en Latex
- Kaia Gerber (VF : Ninon Moreau) : Ruby McDaniel
- Paris Jackson (VF : Charlotte d'Ardalhon) : Maya
- Merrin Dungey (VF : Virgine Emane) : Dr. Andi Grant
- Mercedes Mason (VF : Olivia Nicosia) : Michelle
- Noah Cyrus (VF : Manon Azem) : Connie
- Adam Hagenbuch (VF : Benjamin Gasquet) : Dylan
- Jamie Brewer (VF : Brigitte Lecordier) : Adelaide 'Addie' Langdon
- John Brotherton (VF : Loïc Houdré) : Steven
- Nicolas Bechtel (VF : Julien Crampon) : Rory
- Tom Lenk (VF : Laurent Morteau) : Tim Williams
- Selena Sloan (VF : Joy Feldman) : Erin
- Ashley Martin Carter (VF : Lila Lacombe) : Rowena
- Valerie Loo (VF : Laura Ollandini) : Nicole

Dylan et Connie, deux passionnés de pop culture, arrivent à la Murder House afin d'y passer une soirée, cette dernière étant réputée comme étant la maison la plus hantée des États-Unis. Une pancarte leur suggère de commencer leur visite en s'immiscant dans la peau de Violet Harmon et Tate Langdon. Ils suivent une traînée de pétales de roses noires à l'étage jusqu'à l'ancienne chambre de Violet.
Plus tard dans la nuit, alors qu'ils dorment, le couple est surpris par la voix d'Adélaïde Langdon et la balle de Beau roulant vers eux. Ils s'habillent pour explorer la maison et se dirigent vers le sous-sol. Avant de descendre, ils se demandent s'ils doivent enquêter ou plutôt rentrer chez eux et regarder American Horror Story. Ils choisissent de descendre et de suivre les cris provenant du sous-sol. 
À l'intérieur se trouvent un trio d'adolescentes piégées dans la maison depuis 10 ans qui ont tenté de séduire Ben Harmon. Toutes les trois ont été mortellement poignardées et demandent à présent de l'aide, mais réalisent que personne ne peut les aider à quitter la maison. Dylan et Connie détectent l'Infantata derrière eux tout en se demandant ce qu'ils vont faire. Avant qu'ils ne puissent répondre, Dylan est frappé au visage. Piggy Man et Rubber Man se matérialisent derrière les adolescentes et les poignardent. Les "invités" tentent de fuir le sous-sol et Dylan est blessé dans le dos par l'Infantata. En haut des escaliers, Adélaïde tire sur lui, mais Connie est confuse, car elle se souvient de l'épisode télévisé où Adélaïde meurt en dehors de la maison et que par conséquent, elle n'y était pas piégée.
Twisty le Clown et Bloody Face apparaissent et coincent Connie. Cette dernière se fait tuer et son corps disparaît; une bannière de jeu vidéo affiche par la suite Game Over.
Derrière son écran, Rory, qui était en réalité le joueur du jeu vidéo, se plaint auprès de sa mère, Michelle, la créatrice du jeu, notamment par rapport aux différents problèmes qu'il a rencontrés au cours de son expérience, mais surtout que les fans de la série n'apprécieraient pas les incohérences. Il se dispute avec elle puis quitte la maison. 
Michelle passe les jours suivants à regarder American Horror Story et demande à Tim Williams, un agent immobilier, de lui faire visiter la Murder House. Face à la frustration de l'agent sur la difficulté à vendre la maison, et compte tenu de la faible valeur de la propriété, Michelle lui dit qu'elle y investira 100 000 $. Par la suite, elle décide de s'isoler afin d'améliorer son jeu en rendre son fils fier d'elle. 
Le soir d'Halloween, elle aperçoit de nombreux cosplayeurs sortir de sa maison et croise des fantômes, dont le groupe de Maya, qui l'avertit de ne pas entrer car il y a déjà beaucoup de monde à l'intérieur. Michelle suppose que tous ceux qui viennent de sortir sont des fans et leur ordonne de quitter les lieux, cette dernière étant la propriétaire. Partageant un bain, Scarlett et Ruby discutent de leur avenir. Ruby insiste sur le fait que tant que Scarlett fait partie de son existence, elle ne ressent aucune urgence à trouver le repos éternel. Quant à Scarlett, elle a trouvé un emploi à l'extérieur de la maison et rend visite à Ruby à chaque Halloween. 
De son côté, Michelle rencontre Ben Harmon et lui explique sa situation. Elle demande ce qu'il fait là, et il répond qu'il paie pour ses péchés. Elle lui demande alors s'il joue le rôle de Ben Harmon à chaque Halloween, mais il réfute et lui dit que tout ça est bien réel. Elle lui demande par la suite d'expliquer son histoire afin de comprendre le lieu et ses véritables résidents. Plus tard, elle tombe sur Ruby et Scarlett. Ruby explique que tous les fantômes n'ont pas l'intention de quitter la maison et au contraire, attirent encore plus d'âmes pour s'en nourrir. Ben intervient et ordonne à Michelle de s'enfuir, mais Scarlett la poignarde. 
Un an plus tard, Michelle rend visite à Rory dans la rue. Elle s'excuse auprès de lui et ce dernier émet une autre théorie : le feu purificateur peut libérer tous les fantômes de la maison et insiste sur le fait qu'elle doit être détruite. Les fantômes regagnent la maison alors que le jour commence à se lever et Scarlett se prépare à partir. Plus tard, alors qu'elle prend un bain, Ruby remarque que Rory s'apprête à mettre le feu à la maison. Michelle lui explique sa théorie et Ruby le poursuit pour l'arrêter. Tour à tour, les fantômes tentent de la ralentir. Elle confronte Michelle, qui fait ses adieux à son fils, mais l'adolescente meurtrière s'approche de Rory avec un cran d'arrêt, mais elle est stoppée par Ben et le groupe de Maya. Scarlett laisse Rory incendier la maison, admirant une dernière fois Ruby, puis la maison explose.
Trois ans plus tard, Scarlett achète un appartement construit sur le terrain de la Murder House. Tim lui annonce qu'aucun des nouveaux propriétaires n'a rencontré de fantômes et qu'il croit que tous les esprits sont partis. Une nuit, elle se réveille et trouve Ruby dans son lit. Elle lui explique qu'elle était la seule à vouloir rester et que tous les autres fantômes sont passés à l'étape suivante. Ruby a attendu que Scarlett revienne vers elle, car le véritable amour ne meurt jamais.